# Charles-Henri Junod
Pour les articles homonymes, voir Junod.
Charles-Henri Junod, né le 16 septembre 1795 à Auvernier et mort le 3 août 1843 dans ce même village, est un ingénieur des ponts et chaussées devenu conseiller d’État dans le canton de Neuchâtel en Suisse.

## Biographie
Fils d’Henri Junod et de Louise-Catherine Cousandier dont le père était châtelain de [Vaumarcus], le jeune Charles-Henri suit d’abord l’école de son village, puis l’enseignement du justicier Claudon à Colombier, avant de fréquenter de 1809 à 1811 le pensionnat Pestalozzi à Yverdon.
Il se rend par la suite à Dijon, pour travailler au cadastre de cette ville, puis, rentré dans son pays, dessine en 1818 le plan géométrique du village de Lignières. On le retrouve ensuite pour une dizaine d’années à des travaux d’arpentage dans l’ancien Évêché de Bâle, territoire échu en 1815 au canton de Berne. En 1829, Junod est nommé inspecteur des ponts et chaussées de la principauté de Neuchâtel, l’entretien courant des routes relevant alors encore longtemps des compétences communales. Il est élu Conseiller d’État en 1837.
Junod établit un certain nombre de tracés nouveaux : entre Saint-Blaise et Cornaux, évitant des zones marécageuses ; entre la frontière vaudoise et Chez-le-Bart, il élargit aussi la voie qui va au Val-de-Travers. Sur cet itinéraire, il améliore encore le passage de la Chaîne au-dessus de Saint-Sulpice par le percement d’un tunnel (1836-1838). Il planifie également la liaison Le Locle-Morteau par un tunnel sous le col des Roches, mais n’en verra pas la réalisation.
Dans le domaine des ouvrages d’art, on lui doit le pont à deux arches du Meilleret sur le Seyon au territoire de Fenin (1842), le pont de Valangin permettant de prendre la route de Pierrabot (1841-1842), ainsi que celui de Boudry à trois arcades surbaissées franchissant l’Areuse.

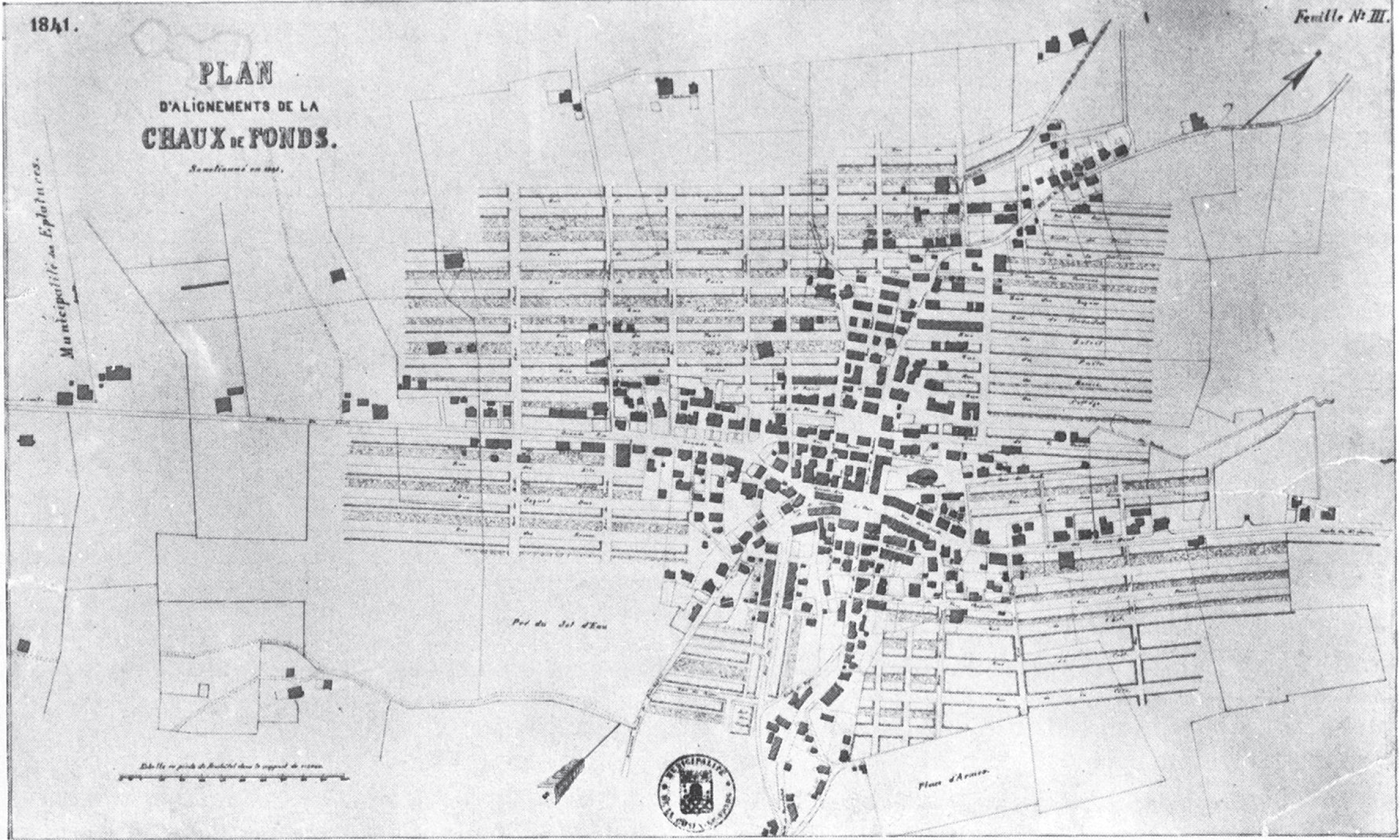
La Chaux-de-Fonds1841

Charles-Henri Junod intervient également dans le domaine de la planification urbaine. En 1831, le centre du village de La Brévine est détruit par un incendie et l’inspecteur des ponts et chaussées établit un plan de reconstruction. L’année suivante, c’est Le Locle qui est la proie des flammes ; là aussi, Junod fournit un plan de reconstruction. En 1835, la ville de La Chaux-de-Fonds lui demande un plan général d’alignement, dans lequel il met en œuvre un réseau orthogonal des rues. Enfin, en 1841, un nouvel incendie détruit encore le centre de Coffrane, pour lequel il imagine un plan avec de nouveaux alignements le long des voies d’accès.

## Liensexternes
Eric-André Klauser, « Junod, Charles-Henri » dans le Dictionnaire historique de la Suisse en ligne, version du 11 avril 2005.